# Manuel Marques
Manuel Pedro Correia de Oliveira Marques (Setúbal, 9 de maio de 1975) é um ator português.
Participou no projecto Manobras de Diversão, tanto no teatro como na versão televisiva. Trabalhou com Herman José nos programas Herman SIC, Hora H e, entre de 2010 e 2013, no talk show apresentado por Herman na RTP (Herman 2010/2011/2012/2013). Entrou nos filmes Julgamento (2007), O Pátio das Cantigas (2015) e O Leão da Estrela (2015), de Leonel Vieira. Integrou o elenco da segunda e terceira séries de Os Contemporâneos e desempenhou um dos papéis principais da versão portuguesa do musical Os Produtores, de Mel Brooks. Com Carla Salgueiro e Luís Franco-Bastos, protagonizou o programa O Que Se Passou Foi Isto. Pôde também ser visto na versão televisiva de O Inimigo Público (Canal Q). Além disso, participou em várias dobragens de filmes de animação.
É irmão da apresentadora de televisão Ana Marques.

## Filmografia

### Televisão - participações regulares
- O Programa da Maria (2001)
- Paraíso Filmes (2001)
- Herman SIC (2000-2006)
- Manobras de Diversão (2004-2005)
- Hora H (2007)
- Os Contemporâneos (2008-2009)
- O Que Se Passou Foi Isto (2009)
- Herman 2010-2013 (2010-2013)
- Estado de Graça (2011-2012)
- AntiCrise (2012-2013)
- A Mãe do Senhor Ministro (2013)
- Breviário Biltre (2013)
- Domingo Especial (2014)
- O Homem do Saco (2015) - apresentador
- Agora Escolha (2015)
- Donos Disto Tudo (2015-2018)
- Cá por Casa (2016-presente)
- Patrulha da Noite (2019-2020)
- Festa é Festa (2021-2025)
- Os Turistas - Missão Hotel (2022)
- Congela (2024)
- Salto de Fé (2025)
- Vai Direto (2025)

### Televisão - participações especiais
- Chiquititas (2008)

### Cinema
- Malapata (2017)
- Alguém Como Eu (2017)
- Tiro e Queda (2019)[1]

### Dobragens
- Rango - Rango
- Gru - O Maldisposto 3 - Gru
- Planeta 51 - Skiff
- E Não Viveram Felizes Para Sempre
- Cegonhas - Pombo Dá-Graxa
- Os Monstros das Caixas - Larápio
- Hotel Transylvania, Hotel Transylvania 2, Hotel Transylvania 3: Umas Férias Monstruosas - Wayne
- Lego Batman: O Filme - Flash
- Lego Ninjago: O Filme
- O Gangue do Parque, O Gangue do Parque 2
- Chovem Almôndegas, Chovem Almôndegas 2 - Flint Lockwood
- Astérix e o Domínio dos Deuses, Astérix e o Segredo da Poção Mágica - Astérix
- Angry Birds: O Filme, Angry Birds 2: O Filme - Leonard
- Animais Unidos (2010)
- Zambézia
- Horton e o Mundo dos Quem - Presidente
- Arthur Christmas (2011)
- Aviões
- Força Ralph

### Rádio
- Portugalex (2006 - presente)

## Prémios
Troféus de Televisão TV 7 Dias/Impala
| Ano  | Prémio                      | Trabalho associado                   | Resultado |
| ---- | --------------------------- | ------------------------------------ | --------- |
| 2012 | Melhor Ator/Humorista       | Estado de Graça                      | Indicado  |
| 2013 | Melhor Ator/Humorista       | Estado de Graça                      | Venceu    |
| 2014 | Melhor Ator/Humorista       | AntiCrise                            | Indicado  |
| 2015 | Melhor Ator/Atriz Humorista | Domingo Especial                     | Indicado  |
| 2016 | Melhor Ator/Atriz Humorista | Os Filhos do Rock e Donos Disto Tudo | Indicado  |
| 2017 | Melhor Ator/Atriz Humorista | Donos Disto Tudo                     | Indicado  |
| 2018 | Melhor Ator/Atriz Humorista | Donos Disto Tudo                     | Indicado  |
| 2019 | Melhor Ator/Atriz Humorista | Donos Disto Tudo                     | Indicado  |
| 2021 | Séries - Melhor Ator        |                                      | Indicado  |
| 2021 | Melhor Ator/Atriz Humorista |                                      | Indicado  |